# Picerno
Picerno är en ort och kommun i provinsen Potenza i regionen Basilicata i Italien. Kommunen hade 5 869 invånare (2017).